# Brachycaudus almatinus
Brachycaudus almatinus är en insektsart. Brachycaudus almatinus ingår i släktet Brachycaudus och familjen långrörsbladlöss. Inga underarter finns listade i Catalogue of Life.